# ایسدن-مارخراتن
ایسدن-مارخراتن (به هلندی: Eijsden-Margraten) یک شهرستان در هلند است که در لیمبورخ واقع شده‌است. ایسدن-مارخراتن ۵۶ متر بالاتر از سطح دریا واقع شده‌است.